# Jotus insulanus
Jotus insulanus là một loài nhện trong họ Salticidae.
Loài này thuộc chi Jotus. Jotus insulanus được William Joseph Rainbow miêu tả năm 1920.